# Lijst van voorzitters van de Nationale Vergadering (Frankrijk)
Er volgt een lijst van voorzitters van de Nationale Vergadering van Frankrijk. De Nationale Vergadering heet in het Frans Assemblée nationale; het is in Frankrijk een deel van de volksvertegenwoordiging.
Er werd in 1789, in het jaar van de Franse Revolutie, in Frankrijk uit de Staten-Generaal een volksvertegenwoordiging gevormd. Dit orgaan en haar opvolgers, het Corps législatif of de Wetgevende vergadering 1791-1792 en de Nationale Conventie 1792-1795 kenden een roterend voorzitterschap. Een voorzitter werd na korte tijd door een nieuwe voorzitter opgevolgd. Het Directoire, dat in 1795 werd ingesteld, voorzag in een tweekamerstelsel. Het lagerhuis, de Raad van Vijfhonderd, kende ook een roterend voorzitterschap. Napoleon Bonaparte ontnam de Assemblée nationale alle macht en installeerde een Senaat, die hij zelf bepaalde.
Tijdens de Restauratie 1814-1848 kende Frankrijk een tweekamerstelsel met een Chambre des pairs (hogerhuis) en een Kamer van Afgevaardigden. De Kamer van Afgevaardigden heette tussen 1815 en 1830 de Kamer van Afgevaardigden van de Departementen, en er kwam een einde aan het roterend voorzitterschap van het lagerhuis. De monarchie werd in 1848 met de Tweede Republiek weer afgeschaft en het Corps législatif werd een eenkamerparlement. Nadat Napoleon III in 1852 keizer van Frankrijk was geworden werd het tweekamerstelsel opnieuw ingevoerd. Het Corps législatif was het lagerhuis en de Senaat het hogerhuis. Beide kamers van het Franse parlement waren ondergeschikt aan de keizer. De bekendste voorzitters van het Corps législatif waren de halfbroer van de keizer, Charles, hertog de Morny (1854-1865) en de buitenechtelijke zoon van Napoleon I, Alexandre, graaf Walewski (1865-1867).
Met de introductie van de Derde Franse Republiek in 1871 bleef het tweekamerstelsel gehandhaafd, maar de naam van het Corps législatif werd in Kamer van Afgevaardigden gewijzigd, Chambre des députés. Tijdens de gehele Derde Republiek 1871-1940 bleven de Kamer van Afgevaardigden en de Senaat in functie.
Het Parlement van Frankrijk stond in Vichy-Frankrijk 1940-1944 buiten werking. Er was alleen een soort schijnparlement dat tot taak had de regering van Vichy te adviseren. De Vrije Fransen hadden een Constituerende vergadering onder leiding van Félix Gouin (1943-1946) en Vincent Auriol (1946-1947), die na de Tweede Wereldoorlog werd vervangen door de Assemblée nationale, die nog steeds bestaat. De Senaat heette in de periode 1946-1958 Raad van de Republiek, Conseil de la République.

## Restauratie 1814-1830 en de liberale monarchie

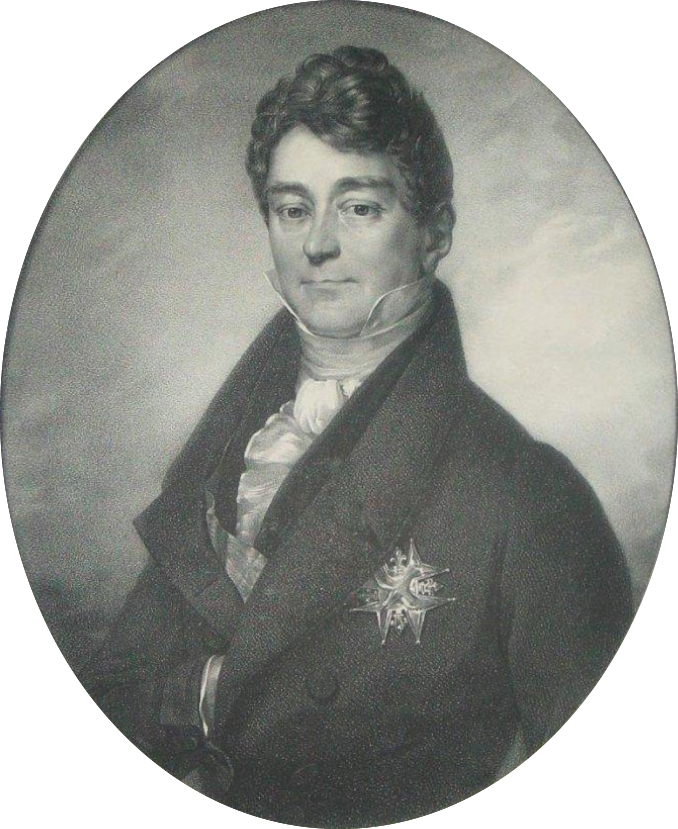
Étienne-Denis Pasquier (1816-1817)

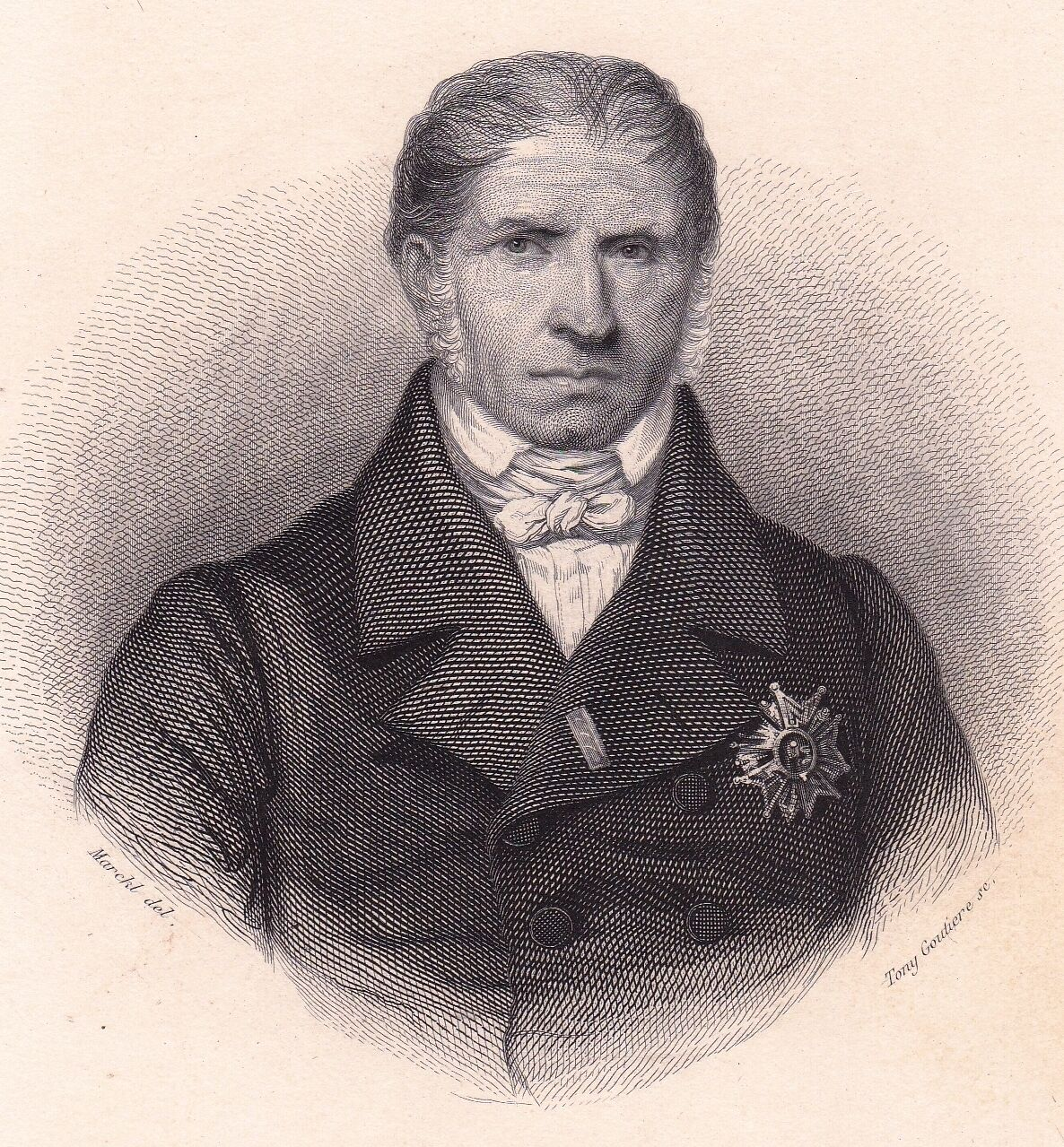
André Marie Dupin (1832-1839, 1849-1851)

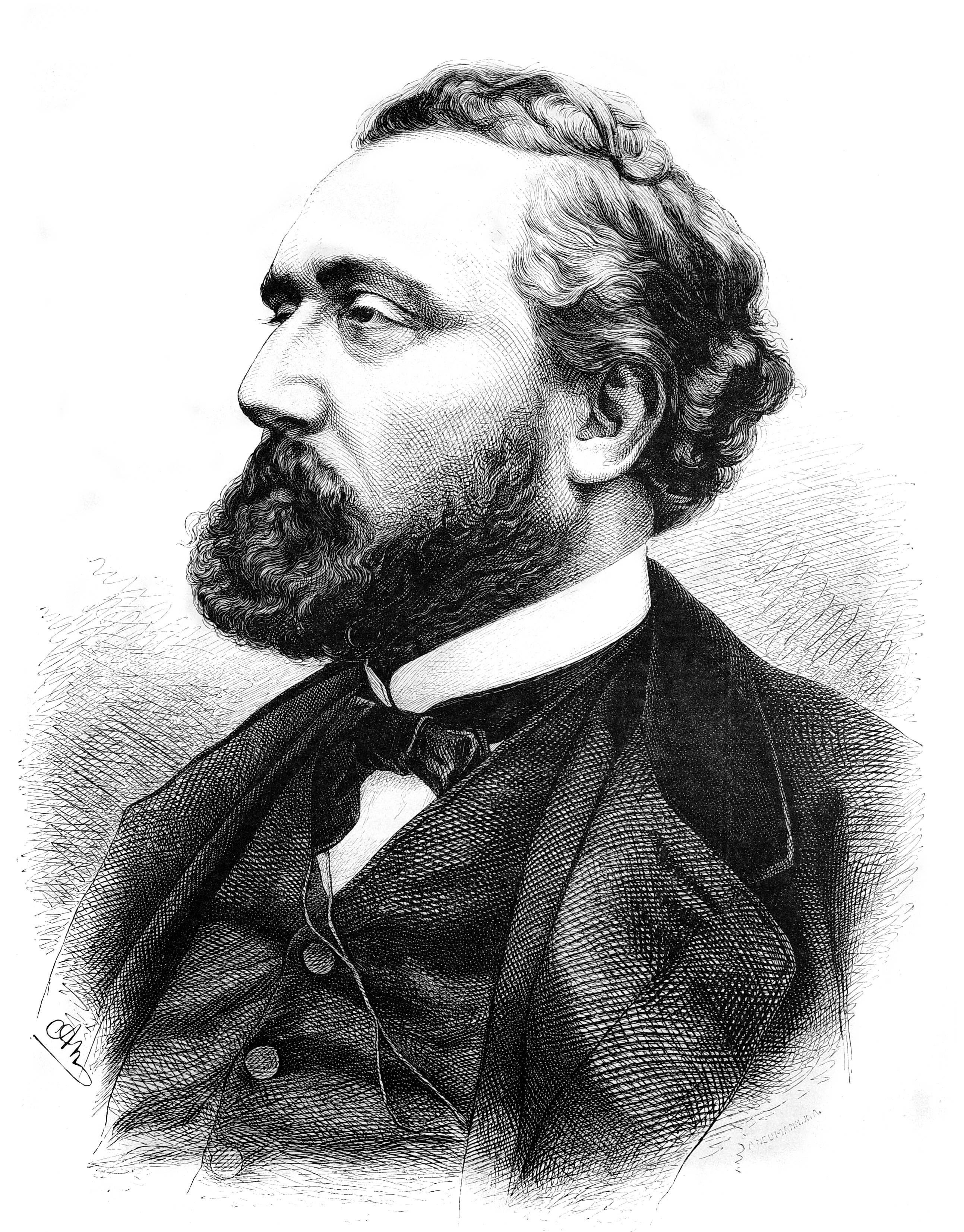
Léon Gambetta (1879-1881)

Henri Brisson (1881-1885, 1894-1998, 1906-1912)

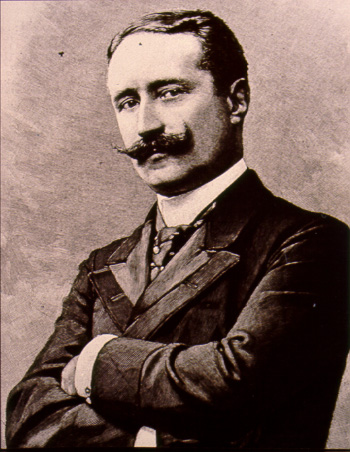
Paul Deschanel (1898-1902, 1912-1920)

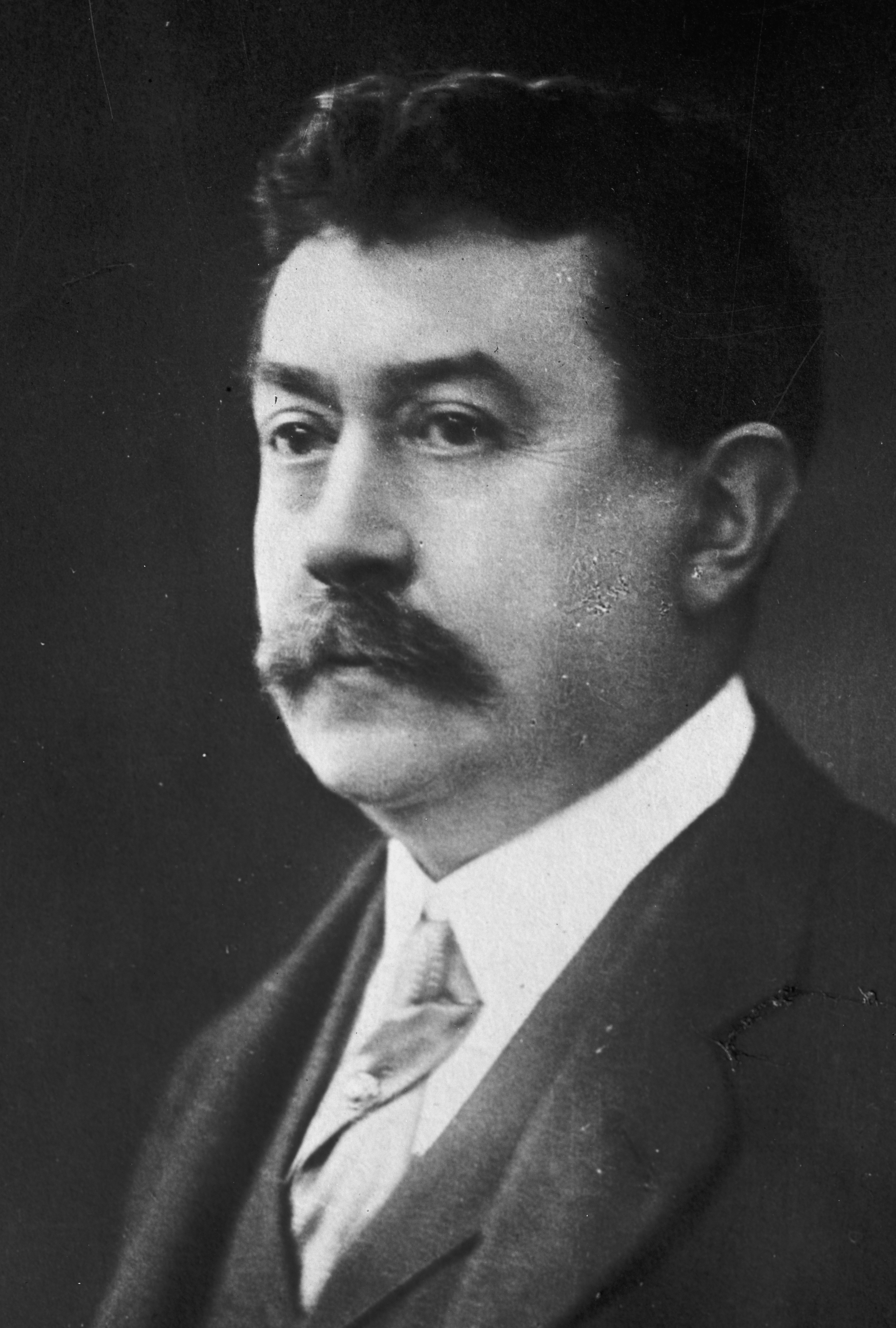
Paul Painlevé (1924-1925)

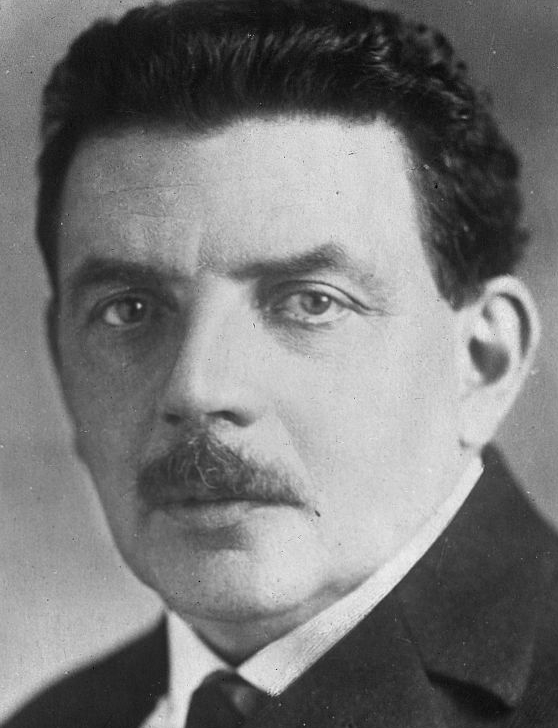
Édouard Herriot (1925-1926, 1936-1940, 1947-1954)

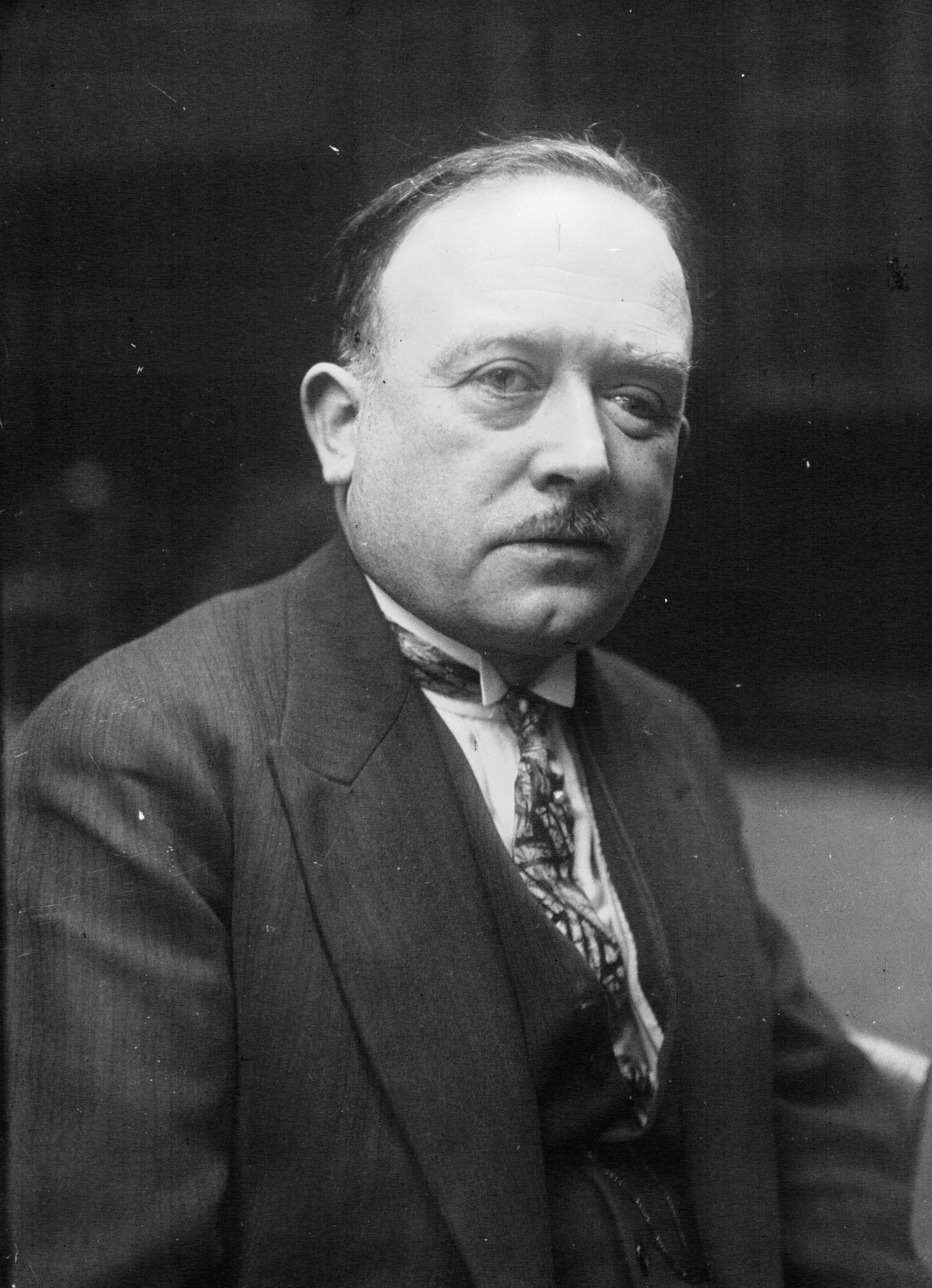
Vincent Auriol (1946-1947)

Voorzitter van de Kamer van Afgevaardigden van de Departementen
| Voorzitter                 | Begin termijn | Einde termijn |
| -------------------------- | ------------- | ------------- |
| Joseph-Henri-Joachim Lainé | 11 juni 1814  | 20 maart 1815 |

Voorzitter van de Kamer van Volksrepresentanten
| Voorzitter            | Begin termijn | Einde termijn |
| --------------------- | ------------- | ------------- |
| Jean-Denis Lanjuinais | 4 juni 1815   | 13 juli 1815  |

Voorzitters van de Kamer van Afgevaardigden van de Departementen
| Voorzitter                 | Begin termijn    | Einde termijn    |
| -------------------------- | ---------------- | ---------------- |
| Joseph-Henri-Joachim Lainé | 12 oktober 1815  | 5 september 1816 |
| Étienne-Denis Pasquier     | 12 november 1816 | 13 november 1817 |
| Hercule de Serre           | 13 november 1817 | 11 december 1818 |
| Auguste Ravez              | 11 december 1818 | 5 november 1827  |
| Pierre-Paul Royer-Collard  | 25 februari 1828 | 16 mei 1830      |

Voorzitters van de Kamer van Afgevaardigden
| Voorzitters           | Begin termijn    | Einde termijn    |
| --------------------- | ---------------- | ---------------- |
| Casimir Pierre Perier | 6 augustus 1830  | 21 augustus 1830 |
| Jacques Laffitte      | 21 augustus 1830 | 11 november 1830 |
| Casimir Pierre Perier | 11 november 1830 | 31 mei 1831      |
| Amédée Girod de l'Ain | 1 augustus 1831  | 28 april 1832    |
| André Marie Dupin     | 29 april 1832    | 2 februari 1839  |
| Hippolyte Passy       | 16 april 1839    | 12 mei 1839      |
| Paul Sauzet           | 24 december 1839 | 24 februari 1848 |

## Tweede Republiek, 1848-1852
Voorzitters van de Nationale Constituerende Vergadering
| Voorzitters                | Begin termijn | Einde termijn |
| -------------------------- | ------------- | ------------- |
| Philippe Buchez            | 5 mei 1848    | 5 juni 1848   |
| Antoine Marie Jules Sénard | 5 juni 1848   | 29 juni 1848  |
| Alexandre Marie            | 29 juni 1848  | 19 juli 1848  |
| Armand Marrast             | 19 juli 1848  | 26 mei 1849   |

Voorzitter van de Wetgevende Vergadering
| Voorzitter        | Begin termijn | Einde termijn   |
| ----------------- | ------------- | --------------- |
| André Marie Dupin | 1 juni 1849   | 2 december 1851 |

## Tweede Keizerrijk, 1852-1870
Voorzitters van het Wetgevend Lichaam
| Voorzitters                | Begin termijn    | Einde termijn    |
| -------------------------- | ---------------- | ---------------- |
| Adolphe Billault           | 9 maart 1852     | 12 november 1854 |
| Charles de Morny           | 12 november 1854 | 10 maart 1865    |
| Alexandre Colonna-Walewski | 1 september 1865 | 29 maart 1867    |
| Eugène Schneider           | 2 april 1867     | 4 september 1870 |

## Derde Republiek, 1870-1940
Voorzitters van de Kamer van Afgevaardigden
| Voorzitters                 | Begin termijn    | Einde termijn    |
| --------------------------- | ---------------- | ---------------- |
| Denis Benoist d'Azy         | 13 februari 1871 | 16 februari 1871 |
| Jules Grévy                 | 16 februari 1871 | 4 april 1873     |
| Louis Buffet                | 4 april 1873     | 15 maart 1875    |
| Gaston d'Audiffret-Pasquier | 15 maart 1875    | 13 maart 1876    |
| Jules Grévy                 | 13 maart 1876    | 31 januari 1879  |
| Léon Gambetta               | 31 januari 1879  | 3 november 1881  |
| Henri Brisson               | 3 november 1881  | 8 april 1885     |
| Charles Floquet             | 8 april 1885     | 4 april 1888     |
| Jules Méline                | 4 april 1888     | 16 november 1889 |
| Charles Floquet             | 16 november 1889 | 16 januari 1893  |
| Jean Casimir-Perier         | 16 januari 1893  | 5 december 1895  |
| Charles Dupuy               | 5 december 1893  | 2 juni 1894      |
| Jean Casimir-Perier         | 2 juni 1894      | 5 juli 1894      |
| Auguste Burdeau             | 5 juli 1894      | 12 december 1894 |
| Henri Brisson               | 18 december 1894 | 9 juni 1898      |
| Paul Deschanel              | 9 juni 1898      | 10 juni 1902     |
| Léon Bourgeois              | 10 juni 1902     | 10 januari 1905  |
| Paul Doumer                 | 10 januari 1905  | 8 juni 1906      |
| Henri Brisson               | 8 juni 1906      | 23 mei 1912      |
| Paul Deschanel              | 23 mei 1912      | 12 februari 1920 |
| Raoul Péret                 | 12 februari 1920 | 9 juni 1924      |
| Paul Painlevé               | 9 juni 1924      | 22 april 1925    |
| Édouard Herriot             | 22 april 1925    | 22 juli 1926     |
| Raoul Péret                 | 22 juli 1926     | 11 januari 1927  |
| Fernand Bouisson            | 11 januari 1927  | 4 juni 1936      |
| Édouard Herriot             | 4 juni 1936      | 9 juli 1940      |

## Vrije Fransen 1943-1945 / Overgangsperiode 1945-1946
Voorzitters van de Nationaal Constituerende Vergadering
| Voorzitters    | Begin termijn   | Einde termijn    |
| -------------- | --------------- | ---------------- |
| Félix Gouin    | 9 november 1943 | 22 januari 1946  |
| Vincent Auriol | 31 januari 1946 | 27 november 1946 |

## Vierde Republiek, 1946-1958
Voorzitters van de Assemblée nationale
| Voorzitters      | Begin termijn   | Einde termijn   |
| ---------------- | --------------- | --------------- |
| Vincent Auriol   | 3 december 1946 | 20 januari 1947 |
| Édouard Herriot  | 21 januari 1947 | 12 januari 1954 |
| André Le Troquer | 12 januari 1954 | 11 januari 1955 |
| Pierre Schneiter | 11 januari 1955 | 24 januari 1956 |
| André Le Troquer | 24 januari 1956 | 9 december 1958 |

## Vijfde Republiek, 1958-heden
Voorzitters van de Assemblée nationale
| Voorzitters           | Begin termijn     | Einde termijn    |
| --------------------- | ----------------- | ---------------- |
| Jacques Chaban-Delmas | 9 december 1958   | 25 juni 1969     |
| Achille Peretti       | 25 juni 1969      | 2 april 1973     |
| Edgar Faure           | 2 april 1973      | 3 april 1978     |
| Jacques Chaban-Delmas | 3 april 1978      | 2 juli 1981      |
| Louis Mermaz          | 2 juli 1981       | 2 april 1986     |
| Jacques Chaban-Delmas | 2 april 1986      | 23 juni 1988     |
| Laurent Fabius        | 23 juni 1988      | 22 januari 1992  |
| Henri Emmanuelli      | 22 januari 1992   | 2 april 1993     |
| Philippe Séguin       | 2 april 1993      | 12 juni 1997     |
| Laurent Fabius        | 12 juni 1997      | 29 maart 2000    |
| Raymond Forni         | 29 maart 2000     | 25 juni 2002     |
| Jean-Louis Debré      | 25 juni 2002      | 2 maart 2007     |
| Patrick Ollier        | 7 maart 2007      | 19 juni 2007     |
| Bernard Accoyer       | 26 juni 2007      | 19 juni 2012     |
| Claude Bartolone      | 26 juni 2012      | 20 juni 2017     |
| François de Rugy      | 27 juni 2017      | 4 september 2018 |
| Richard Ferrand       | 12 september 2018 | 21 juni 2022     |
| Yaël Braun-Pivet      | 28 juni 2022      | heden            |